# Satnam
Satnam écrit aussi Sat Naam, (gurmukhi: ਸਤਿ ਨਾਮੁ) signifie littéralement : le Vrai Nom. Sat veut dire: Vérité et naam: nom. Satnam est utilisé dans plusieurs religions, dont le sikhisme, dans le monde indien pour désigner l'Être Véritable, Dieu en fait. Les sikhs dans une de leurs prières les plus célèbres, et récitée quotidiennement, la Mul Mantra énonce ce mot: Satnam. Naam est d'ailleurs une mantra de méditation à répéter pour le croyant; elle est à elle seule le nom de l'Omniscient. Le mot Satnami désigne un dévôt envers le Nom Véritable, un sikh; mais aussi d'autres croyants puisque ce mot a qualifié divers courants religieux au cours des siècles.